# Piazza dei Signori (Vicenza)

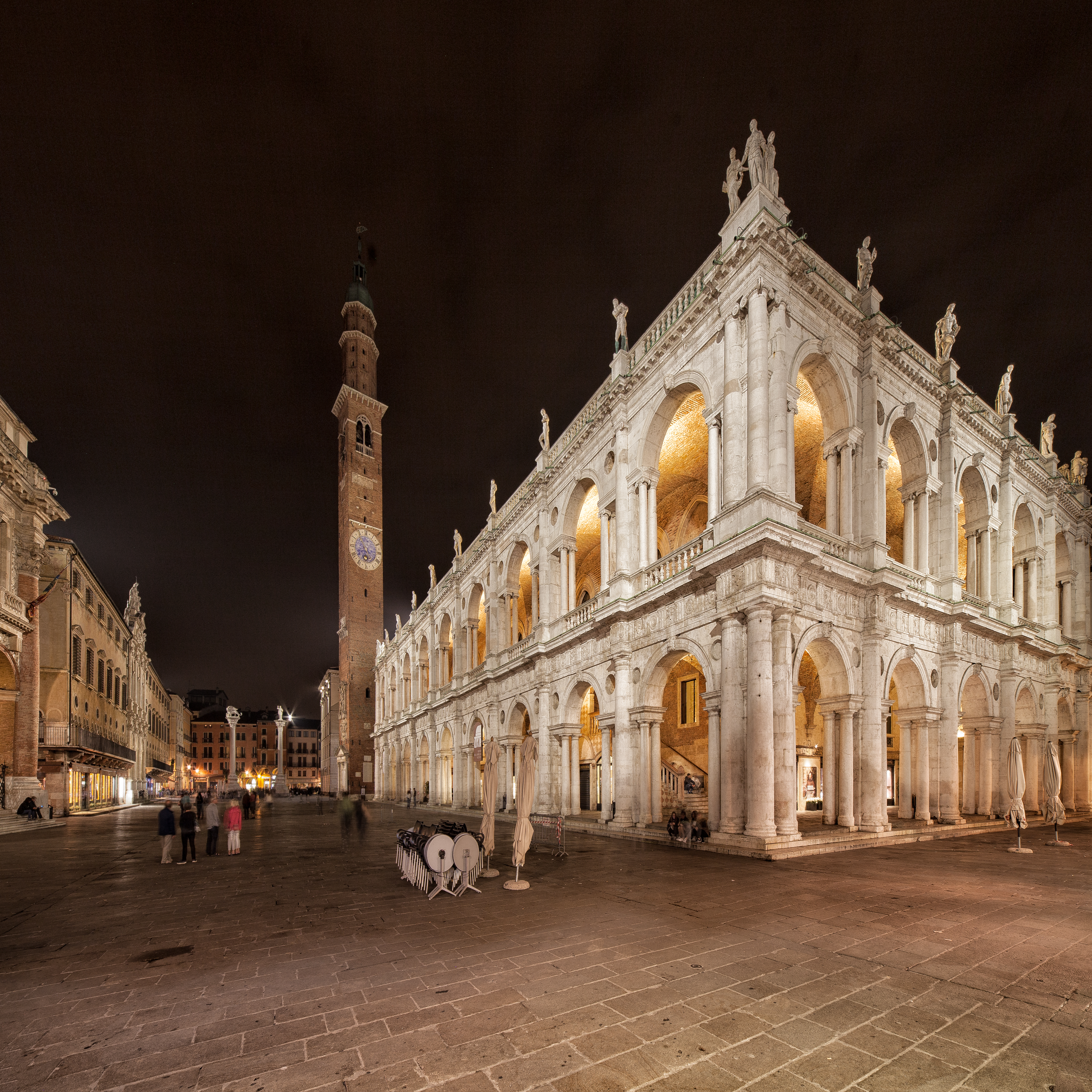
Vista nocturna de la plaza desde el lado oeste, con la Basílica Palladiana a la izquierda (lado norte) y el Palazzo del Monte di Pietà a la derecha (lado sur)

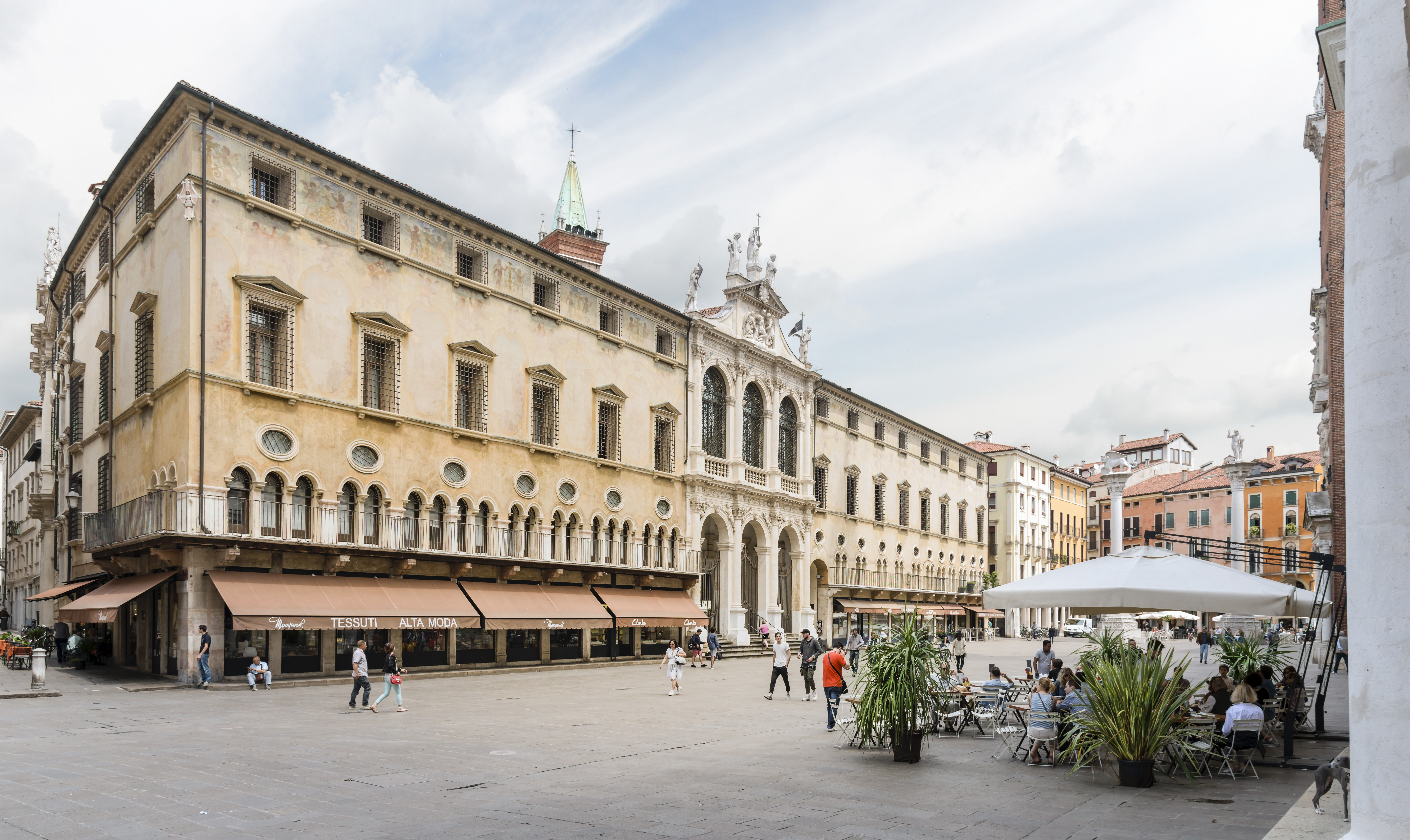
Vista de la plaza desde el lado oeste: a la izquierda el Palazzo del Monte di Pietà, a la derecha la torre Bissara y hacia el fondo las dos columnas erigidas entre los siglos XV y XVII.

La Piazza dei Signori es la plaza principal del centro histórico de Vicenza, Italia. Originalmente foro romano y lugar del mercado, es tradicionalmente el centro de los negocios y el tiempo libre de la ciudad.
Tiene forma rectangular y en un lado mayor está la Basílica Palladiana y la torre Bissara, mientras que en el lado opuesto se eleva la Loggia del Capitanio (también obra de Palladio), el Palazzo del Monte di Pietà con la Iglesia de San Vicente. La plaza se llama así por las residencias del podestà y del capitano, representantes de la Signoria di Venezia, que estaban situadas aquí.

## Historia y descripción
La gran superficie de la Piazza dei Signori, lugar del foro de la Vicetia (Vicenza) romana, corresponde en la Edad Media al Perònio (término presente en el cuarto Libro de los Estatutos de la Comuna de Vicenza, de 1426, que deriva según algunos del latín perones, el calzado de madera y cuero vendido en los bancos del mercado, que se fabricaba en la plaza), centro de la vida política, comercial y social de la ciudad, formado por las plazas de los mercados (Piazza dei Signori; Piazza del Vino; Piazza del Pesce Minuto; Piazza delle Biade; Contrada da le Veture; Contrada di Zudei, es decir el gueto judío, actual Contrà Cavour) y por los edificios municipales presentes desde el siglo XIII: Palazzo del Podestà, Palatium Vetus, Palatium Communis, edificios del gobierno y donde se administraba la justicia.
Paralelamente al lado oeste de la plaza se erigió en el 1464 la primera de las dos columnas actuales. El león alado que la corona es el símbolo de la República de Venecia y se colocó en el 1473, después de que Vicenza pasara a manos de la Serenísima. En el 1640, tras un siglo y medio, se construyó una segunda columna con la estatua de Cristo Redentor. Se discutió ampliamente sobre esta elección y se decidió en honor a la ciudad y sus habitantes. Detrás de las columnas está la zona (que comprende también la pequeña Piazza Biade) destinada al mercado del maíz (todavía hoy se utiliza este espacio en ocasión de los mercados estacionales).
A lo largo del perímetro de la plaza hay todavía numerosos comercios herederos de las tiendas del pasado, entre ellos los albergues históricos en las logias inferiores de la Basílica Palladiana. También da a la plaza el salón medieval (o galería) de los zavattieri (antigua corporación de zapateros), sede de la bolsa de mercancías, que es hoy uno de los tres espacios independientes utilizados para exposiciones temporales que forman parte de la Basílica, junto con el LAMeC, en el extremo opuesto del edificio, y el gran salón del Consejo de los Cuatrocientos en el piano nobile.
Al lado de la Basílica Palladiana se eleva la torre cívica o Torre Bissara, que con sus 82 metros es aún una de las construcciones más altas de la ciudad; se aumentó su altura varias veces entre el siglo XIV y el siglo XV sobre una base del siglo XII. Su reloj, obra de Faccio Pisano y colocado en el 1378, es una joya de la técnica mecánica y astronómica; de hecho, además de marcar las horas, indica también las fases lunares.
En el lado opuesto a la Basílica está, con su gran logia, el palazzo del Capitaniato, obra original y madura de Andrea Palladio, proyectada en el 1565 y construida entre 1571 y 1572; en el lado hacia Contrà del Monte, se insertaron estucos conmemorativos de la victoria en la Batalla de Lepanto, que sucedió justo cuando se estaba construyendo el edificio.
Siguiendo por el mismo lado hacia el centro de la plaza se encuentra el palazzo del Monte di Pietà, con su fachada de 72 metros de longitud, que incorpora en el centro la Iglesia de San Vicente (que data de 1387), cuya planta, que deriva de un edificio anterior, está en realidad desplazada y oblicua respecto a la fachada de la plaza. La parte inferior del Palazzo del Monte di Pietà es del siglo XV, mientras que la parte superior es del siglo XVI. Giovanni Battista Zelotti lo decoró exteriormente con historias de la vida de Moisés, frescos perdidos igual que los de Domenico Bruschi que entre 1907 y 1909 repintó el edificio inspirándose en el mismo tema.
La Piazza dei Signori alberga durante el año numerosos eventos y espectáculos, y es un lugar usado a menudo como punto de reunión para manifestaciones. Los martes y jueves por la mañana se realiza el mercado de la ciudad.

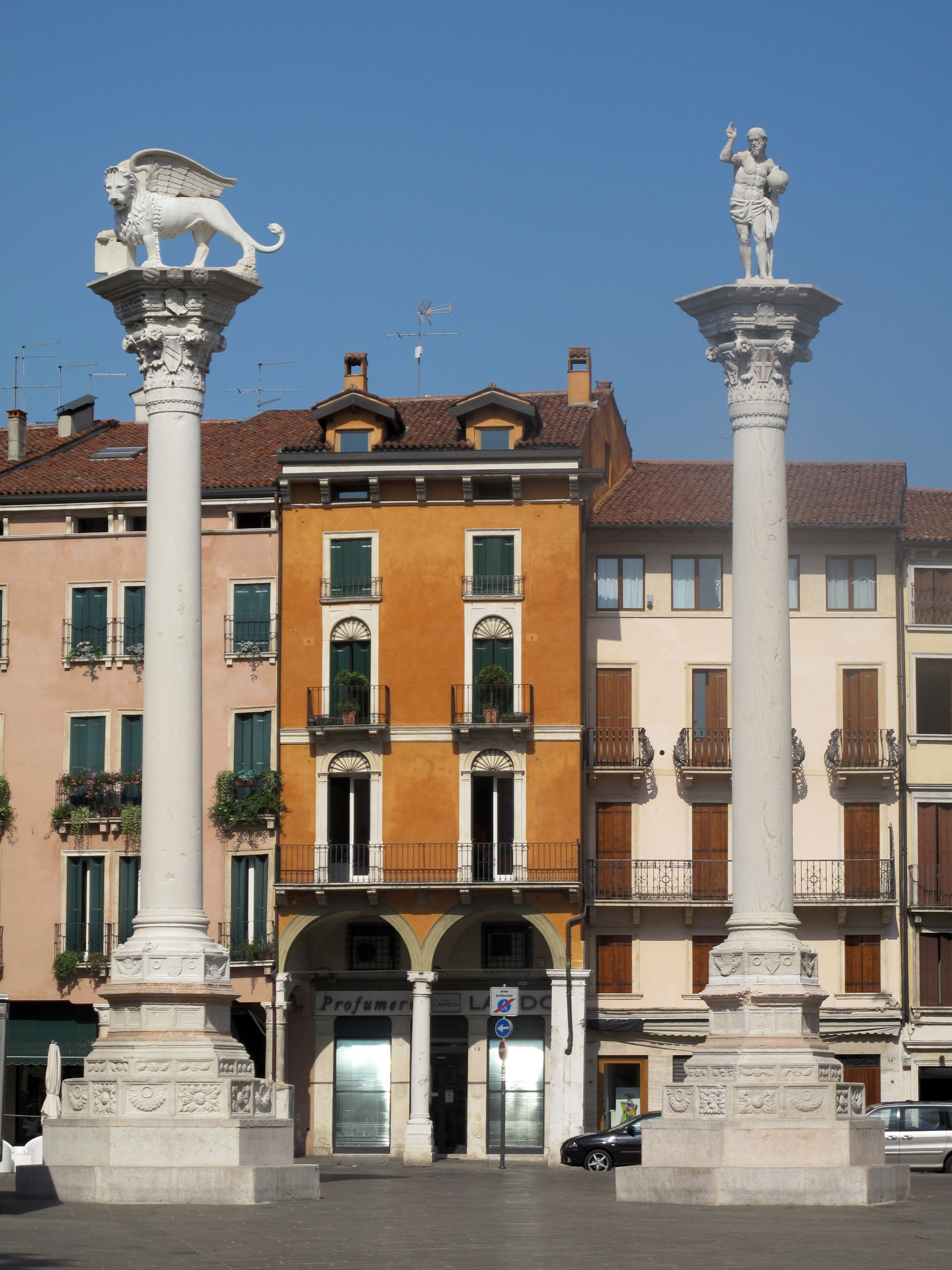
Las dos columnas (a la izquierda el león alado, símbolo de San Marcos y de la República de Venecia).
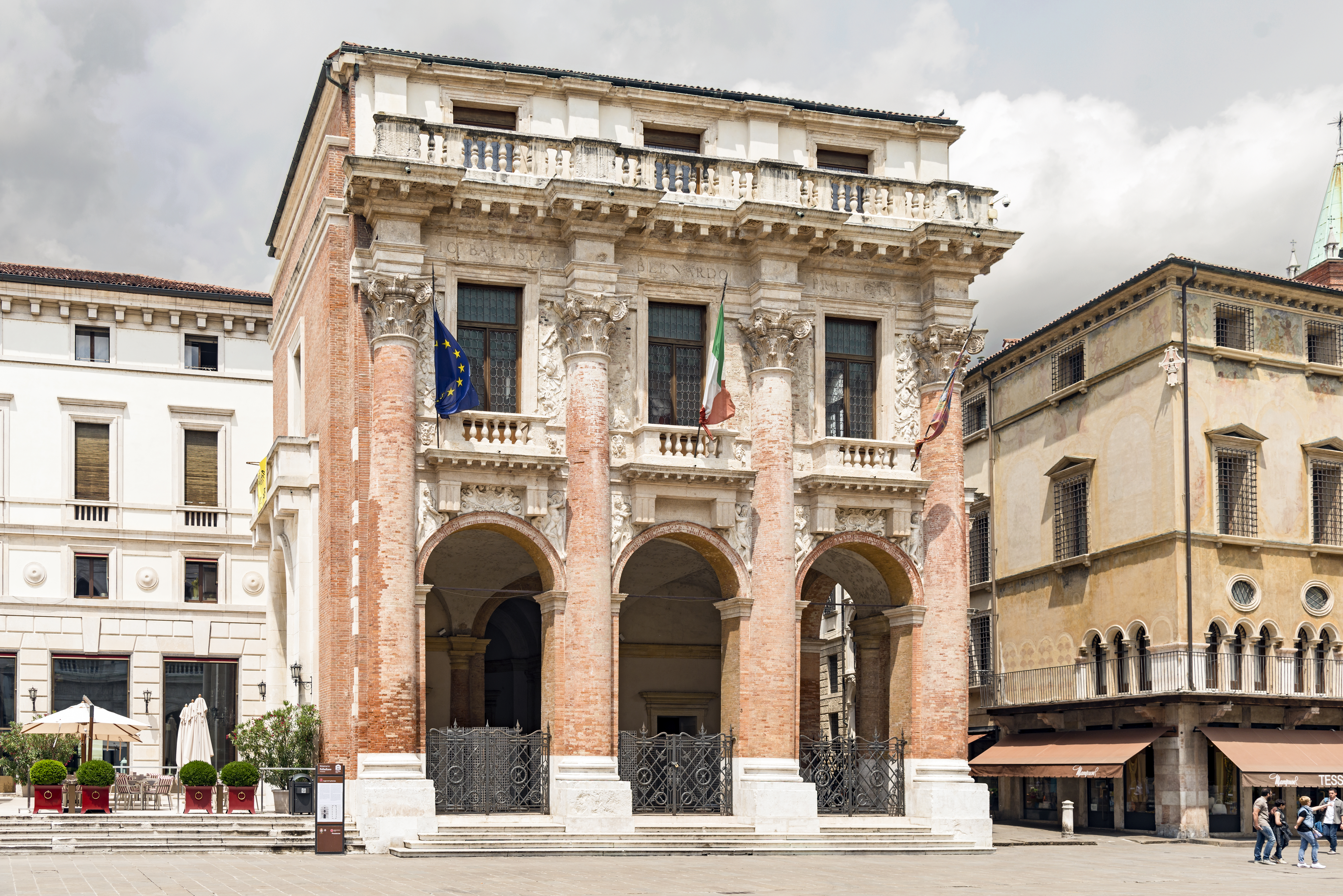
El Palazzo del Capitanio y, justo a la izquierda, el inicio de la fachada del ala oeste del Palazzo del Monte di Pietà.
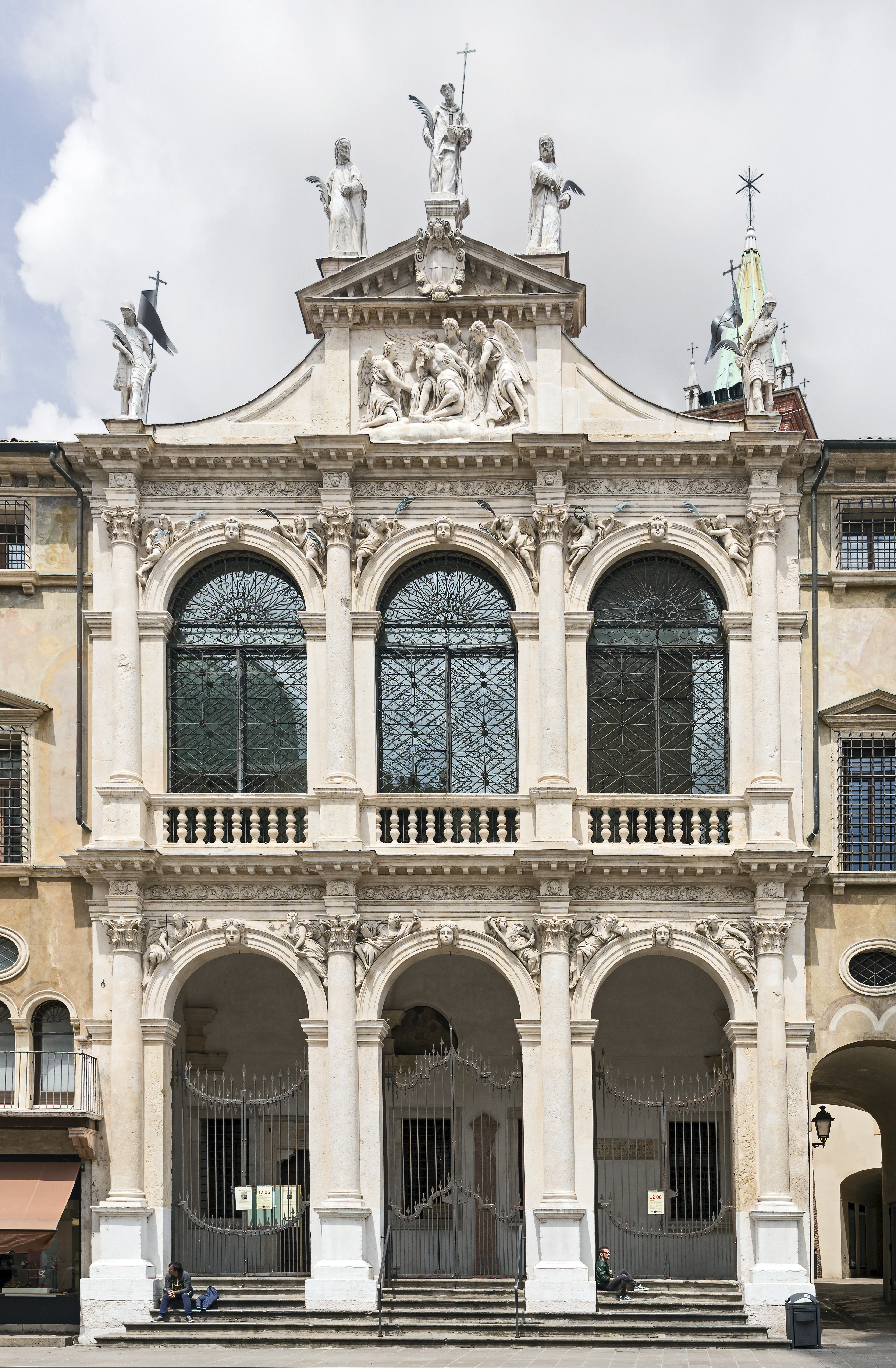
La fachada de la Iglesia de San Vicente con la logia del Palazzo del Monte di Pietà.
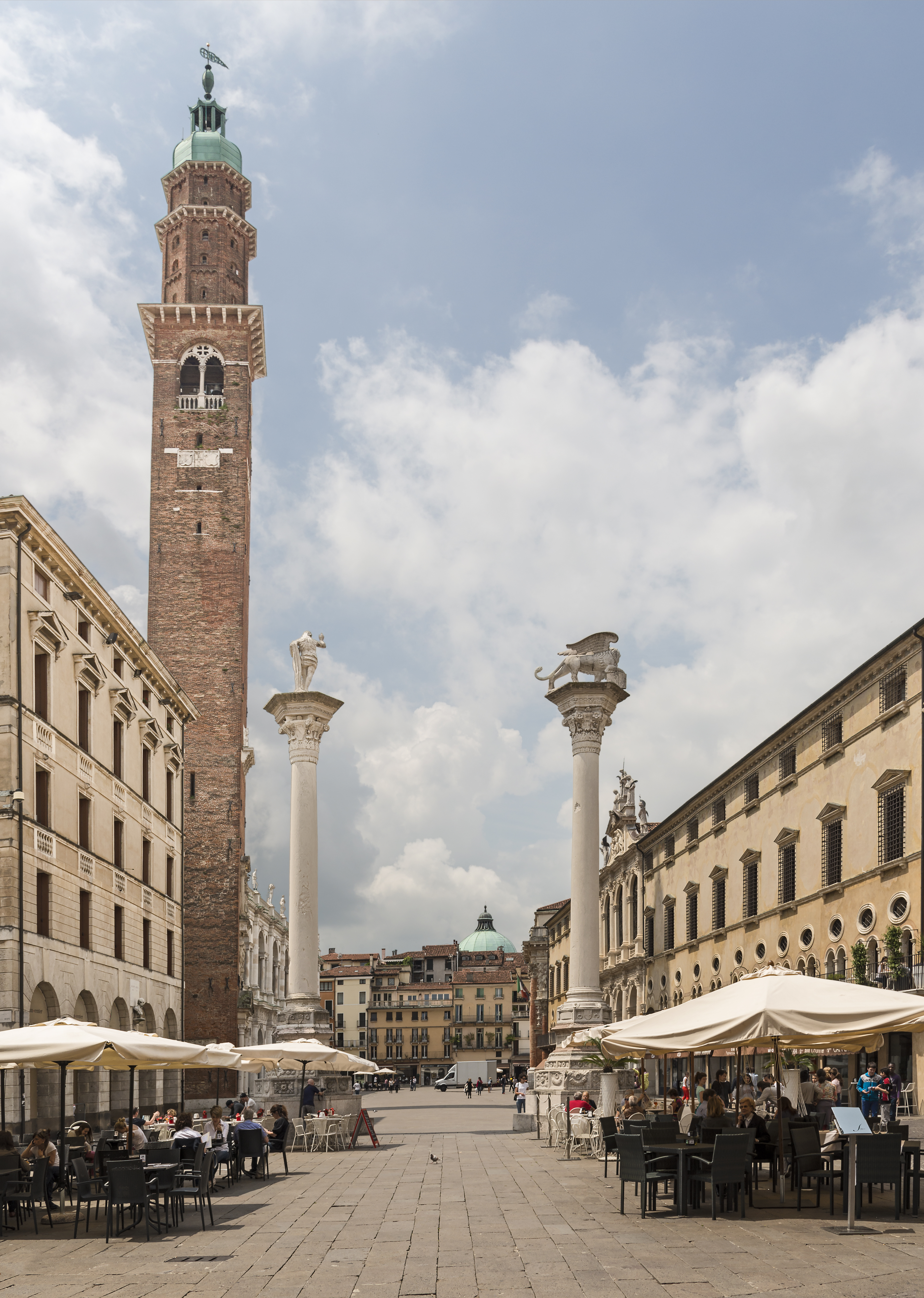
La Torre Bissara al lado de la Basilica Palladiana.
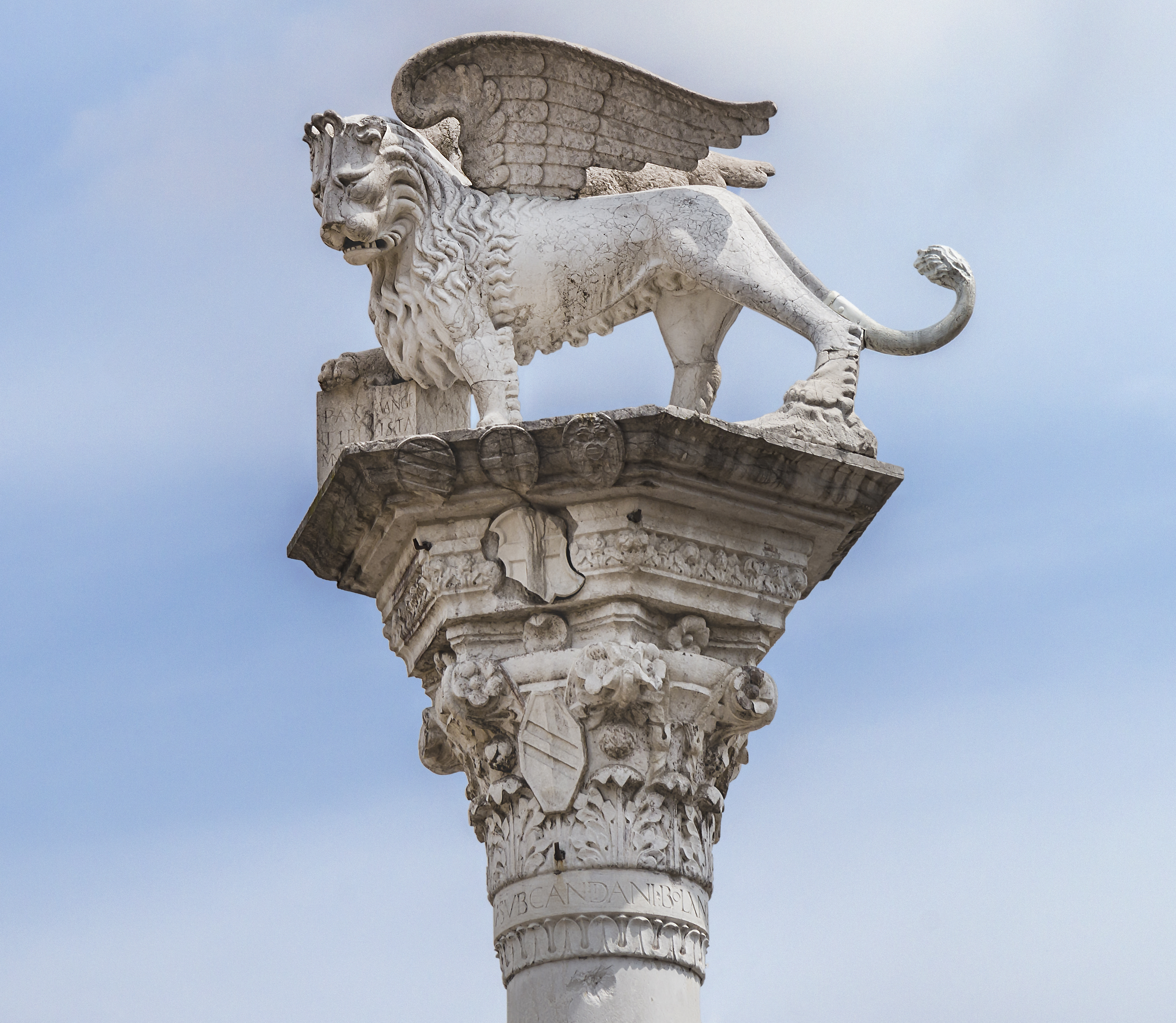
León de San Marcos